# Disco diffuso
Il disco diffuso (più raramente disco sparso, dall'inglese scattered disc) è una regione periferica del sistema solare ricca di planetoidi ghiacciati noti come oggetti del disco diffuso (scattered disc objects), una particolare categoria di oggetti transnettuniani. La parte più interna del disco diffuso sfuma gradualmente nella fascia di Edgeworth-Kuiper, ma la sua estensione è assai maggiore, e raggiunge anche regioni di spazio situate ben al di sopra e al di sotto dell'eclittica.

## Formazione e struttura
Le attuali teorie sull'origine e sulla composizione del disco diffuso sono ancora altamente incerte, sebbene si ritenga comunemente che esso sia formato da oggetti della fascia di Kuiper gradualmente deviati dalle proprie orbite a causa dell'interazione gravitazionale con i corpi maggiori del sistema solare esterno, e in particolare Nettuno, e sospinti verso traiettorie fortemente eccentriche ed inclinate. Mentre la fascia di Kuiper ricorda infatti una corona circolare relativamente piatta, che si estende da 30 a 50 UA dal Sole ed ospita oggetti in orbita circolare (cubewani) o leggermente eccentrica (plutini e twotini), il disco diffuso presenta oggetti con parametri orbitali assai più disomogenei, che spesso, come nel caso di Eris, raggiungono inclinazioni anche maggiori di 45° rispetto all'eclittica. Si ritiene che molte di queste orbite siano instabili, e che gli oggetti del disco diffuso siano generalmente destinati ad allontanarsi progressivamente dal centro del sistema solare e a raggiungere la nube di Oort o lo spazio interstellare.
Sta prendendo progressivamente piede l'ipotesi che gli asteroidi centauri non siano altro che oggetti di provenienza analoga a quelli del disco diffuso, che tuttavia sono stati progressivamente deviati verso il sistema solare interno piuttosto che in direzione periferica; si tratterebbe, utilizzando un'espressione impropria, di oggetti del disco diffuso cis-nettuniani. Alcuni planetoidi, come (29981) 1999 TD10, si situano a metà strada fra centauri ed oggetti del disco diffuso.

### Il caso di Sedna
Sebbene Sedna sia ufficialmente considerato un oggetto del disco diffuso, il suo scopritore, Michael Brown, ha suggerito che l'elevata distanza del corpo (76 UA al perielio) renda improbabile una qualsiasi forma di interazione gravitazionale significativa con i pianeti conosciuti, e che l'oggetto dovrebbe pertanto essere considerato un membro della nube di Oort. Secondo questa linea di pensiero, si renderebbe necessario individuare una linea di demarcazione posta fra Sedna ed oggetti più interni, come Eris, in possesso di tutti i requisiti necessari per essere classificati come appartenenti al disco diffuso. Come Sedna, anche (148209) 2000 CR105 (scoperto precedentemente) ed altri corpi individuati negli anni successivi sembrano eludere la definizione tradizionale di oggetti del disco diffuso, e potrebbero piuttosto appartenere alla parte più interna della nube di Oort.

## Parametri orbitali

Oggetti del disco diffuso e della fascia di Kuiper.

Il primo oggetto del disco diffuso ad essere scoperto fu (15874) 1996 TL66, individuato nel 1996 dall' osservatorio di Mauna Kea; successivamente è stato incluso nella categoria anche (48639) 1995 TL8, già noto dal 1995, e scoperto nell'ambito del progetto Spacewatch.
Il diagramma riportato rappresenta le orbite di tutti gli oggetti del disco diffuso fino a 100 unità astronomiche, a confronto con le orbite degli oggetti della fascia di Kuiper (in grigio) e dei corpi in risonanza orbitale con i giganti gassosi del sistema solare interno (in verde le risonanze con Nettuno). L'eccentricità delle orbite è rappresentata mediante segmenti che si estendono dal perielio all'afelio; l'inclinazione orbitale è rappresentata sull'asse delle ordinate.

### Perielio
I corpi del disco diffuso non presentano mai perielio inferiore alle 35 UA, e si situano pertanto ben al di fuori della zona di influenza gravitazionale diretta di Nettuno (segmenti rossi). I plutini (in grigio, Plutone ed Orco) e gli oggetti in risonanza orbitale 2:5 (in verde) possono raggiungere distanze minori da Nettuno solo perché le loro orbite sono rese stabili dai fenomeni di risonanza.

### Caratteristiche peculiari
Gli oggetti del disco diffuso presentano parametri orbitali talmente variegati che eventuali anomalie possono solamente consistere in clamorose regolarità o in valori estremi. Alcuni casi emblematici, rappresentati in giallo, sono:
- (29981) 1999 TD10, la cui elevatissima eccentricità orbitale (addirittura prossima a 0,9) porta il suo perielio nei pressi dell'orbita di Saturno, rendendolo un potenziale membro della famiglia dei centauri;
- 2002 XU93, caratterizzato dalla più alta inclinazione orbitale mai osservata (circa 78° sull'eclittica);
- (612911) 2004 XR190, caratterizzato da un'orbita circolare altamente inclinata.

### Risonanze orbitali
Gli oggetti in risonanza orbitale con altri corpi, mostrati in verde, non sono considerati membri del disco diffuso. Alcune simulazioni suggeriscono che numerosi oggetti potrebbero essere soggetti a risonanze orbitali particolarmente deboli, quali 6:11, 4:9, 3:7, 5:12, 3:8, 2:7, 1:4; è possibile che diversi corpi già osservati ricadano entro queste categorie.

## Confronto con altri corpi

Un confronto fra oggetti classici ed oggetti del disco diffuso.

I grafici contenuti nel diagramma mostrato mettono a confronto le eccentricità e le inclinazioni orbitali degli oggetti del disco diffuso con quelle di alcuni cubewani; ogni rettangolo colorato rappresenta le bande d'incertezza sui due parametri. Il numero relativo di oggetti contenuti in ogni singolo riquadro è rappresentato secondo le convenzioni pittoriche caratteristiche della cartografia, dove i picchi sono prossimi al marrone e le valli appaiono verdi.
Come è possibile osservare, si tratta di due popolazioni estremamente divergenti; circa un terzo dei cubewani percorre orbite quasi circolari e poco inclinate, caratterizzate da un'eccentricità massima di 0,25. Gli oggetti del disco diffuso, al contrario, presentano eccentricità generalmente comprese fra 0,25 e 0,55 e inclinazioni di 15-20°, oppure eccentricità comprese fra 0,50 e 0,55 ed inclinazioni inferiori a 10°, ma molti di essi non appartengono a questi due raggruppamenti convenzionali. A parte 2004 XR190, tuttavia, nessun oggetto del disco diffuso conosciuto presenta eccentricità inferiori a 0,3.

### Prospetto delle orbite

Le orbite degli oggetti del disco diffuso a confronto.

Il grafico sulla destra riproduce una vista polare e una vista equatoriale delle orbite degli oggetti del disco diffuso (in nero), confrontate con quelle dei cubewani (in blu) e degli oggetti in risonanza 1:5 (in verde); gli oggetti ancora non classificati situati a distanze comprese fra 50 e 100 UA dal Sole sono indicati in grigio.
L'anello blu è dovuto alla sovrapposizione di centinaia di orbite di oggetti di tipo classico. La circonferenza rossa costituisce il minimo perielio precedentemente menzionato, valido solo per gli oggetti del disco diffuso; la circonferenza gialla costituisce l'orbita di Nettuno.

## Disco diffuso esteso

Oggetti del disco diffuso e del disco diffuso esteso.

La scoperta dell'asteroide 2000 CR105, caratterizzato da un perielio troppo lontano dall'orbita di Nettuno per risentire della sua influenza gravitazionale in maniera significativa, ha dato origine ad una discussione nella comunità scientifica relativamente all'opportunità di introdurre il concetto di disco diffuso esteso, o distaccato (detached), per usare il termine scelto da David Jewitt, che recentemente ha incluso anche Sedna in questa categoria.
Il diagramma sulla destra rappresenta numerosi oggetti del disco diffuso e del disco esteso, assieme ad alcuni dei corpi più rappresentativi della fascia di Kuiper. Le elevate eccentricità orbitali di Sedna e di (87269) 2000 OO67 sono mostrate attraverso segmenti rossi che terminano ben al di là del limite destro del diagramma (rispettivamente a circa 900 UA e circa 1020 UA).

## Oggetti principali
|        | Designazione provvisoria | Magnitudine assoluta | Albedo      | Diametro (km) | Semiasse maggiore (UA) | Scoperta | Autori                                         |
| ------ | ------------------------ | -------------------- | ----------- | ------------- | ---------------------- | -------- | ---------------------------------------------- |
| 136199 | Eris                     | −1,12                | 0,86 ± 0,07 | 2400 ± 100    | 67,7                   | 2003     | Michael Brown, Chad Trujillo, David Rabinowitz |
| 84522  | 2002 TC302               | 3,9                  | > 0,03      | < 1211        | 55,1                   | 2002     | Near Earth Asteroid Tracking                   |
|        | 2004 XR190               | 4,5                  |             | 500-1000      | 57,5                   | 2004     | Lynne Allen                                    |
| 15874  | 1996 TL66                | 5,4                  | 0,10?       | ~630          | 82,9                   | 1996     | David Jewitt, Jane Luu, Jun Chen               |
| 48639  | 1995 TL8                 | 5,28 e 7,0           | 0,09?       | ~350 e ~160   | 52,2                   | 1995     | Spacewatch (Arianna Gleason)                   |